# Suwon-Derby
Das Suwon-Derby (수원더비) ist ein Fußballderby zwischen dem Suwon FC und den Suwon Samsung Bluewings. Dieses Derby fand zum ersten Mal am 26. Mai 2005 im Korean FA Cup statt. Am 14. Mai 2016 trafen sie sich zum ersten Mal in der K League 1.

## Geschichte

### Vorgeschichte
In der Stadt Suwon befinden sich zwei Fußballklubs. Einmal mit den Suwon Samsung Bluewings ein Profiverein und mit Suwon FC ein ehemaliger Halbprofi- und jetzt ebenfalls Profiverein. Während die Bluewings in der K League spielten, war Suwon FC Korea-National-League-Mitglied und spielte in der Halbprofiliga bis 2012. Die ersten Drei Duelle zwischen den beiden Vereinen fanden immer im Pokal statt. Diese gewannen immer die Samsung Bluewings. Nachdem Suwon FC in die Profiliga aufgenommen worden war, bestand auch die Möglichkeit in der Liga aufeinander zutreffen.

### Erste Treffen in der Liga
Da Suwon FC 2015 in die K League Classic aufstieg, stand fest, dass in Suwon das erste Stadtderby im Ligaspielbetrieb stattfinden wird. Am 14. Mai 2016 trafen sie zum ersten Mal in der Liga aufeinander. Die Fans beider Lager gelten als verfeindet miteinander.

## Spielstätten der beiden Vereine

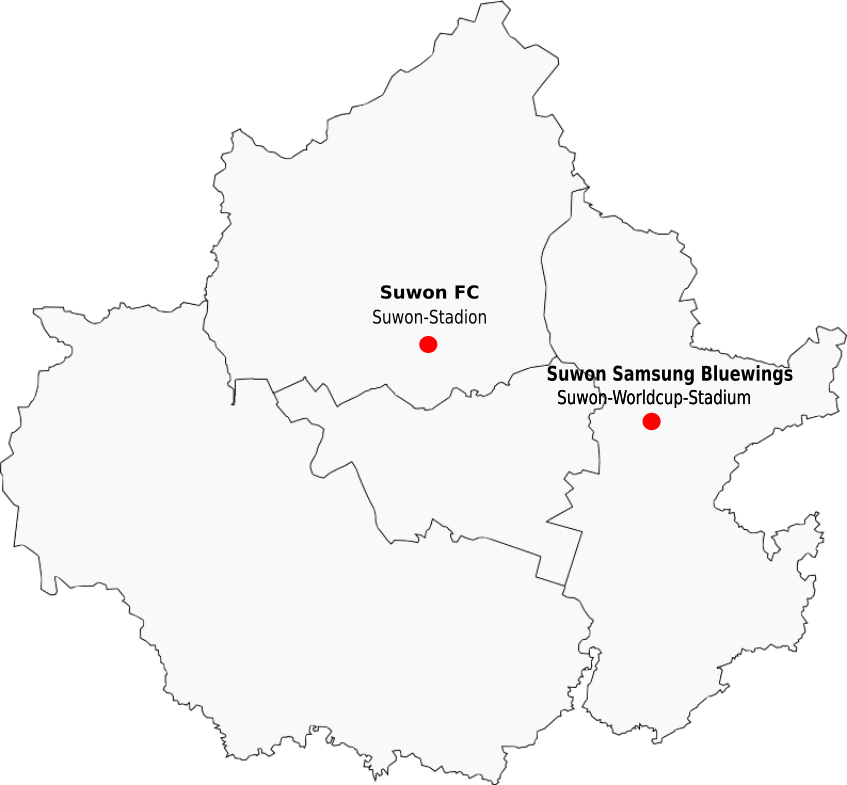
Standorte der Suwon-Vereine

| Suwon FC          | Suwon Samsung Bluewings |
| ----------------- | ----------------------- |
| Vereinslogo       | Vereinslogo             |
| Suwon-Stadion     | Suwon-World-Cup-Stadion |
| Kapazität: 11.808 | Kapazität: 43.959       |

## Begegnungen
Die folgende Tabelle listet alle Ligaspiele, in denen die beiden Mannschaften aufeinander trafen, in chronologischer Reihenfolge auf.

### Alle Ligabegegnungen

#### K League 1
| 14. Mai 2016 17:00 Uhr | Suwon FC          | 1:2    | Suwon Samsung Bluewings    | Suwon-Stadion, Suwon Zuschauer: 11.866 |
| 14. Mai 2016 17:00 Uhr | 71′ Kim Byeong-Oh | Report | 26′ Santos 83′ Yeom Ki-Hun | Suwon-Stadion, Suwon Zuschauer: 11.866 |

| 10. Juli 2016 19:00 Uhr | Suwon Samsung Bluewings | 1:0    | Suwon FC | Suwon-World-Cup-Stadion, Suwon Zuschauer: 18.891 |
| 10. Juli 2016 19:00 Uhr | 17′ Kwon Chang-hoon     | Report |          | Suwon-World-Cup-Stadion, Suwon Zuschauer: 18.891 |

| 2. Oktober 2016 14:00 Uhr | Suwon Samsung Bluewings                                    | 4:5    | Suwon FC                                                                                 | Suwon-World-Cup-Stadion, Suwon Zuschauer: 6.718 |
| 2. Oktober 2016 14:00 Uhr | 10′ Johnathan 13′ Johnathan 45′ Im Haram 90′ Kim Chong-Min | Report | 4′ Kwon Yong-Hyeon 35′ Lee Seung-Hyeon 67′ Bruce Djite 78′ Kim Min-jae 96′ Kim Byeong-Oh | Suwon-World-Cup-Stadion, Suwon Zuschauer: 6.718 |

| 30. Oktober 2016 16:00 Uhr | Suwon FC                          | 2:3    | Suwon Samsung Bluewings                        | Suwon-Stadion, Suwon Zuschauer: 9.607 |
| 30. Oktober 2016 16:00 Uhr | 32′ Bruce Djite 69′ Kim Jong-gook | Report | 16′ Lee Sang-ho 67′ Lee Jeong-su 71′ Johnathan | Suwon-Stadion, Suwon Zuschauer: 9.607 |

| 10. März 2021 | Suwon FC | 0:0 | Suwon Samsung Bluewings | Suwon-Stadion, Suwon Zuschauer: 1.104 Schiedsrichter: Lee Dong-jun |
| 10. März 2021 | Report   |     |                         | Suwon-Stadion, Suwon Zuschauer: 1.104 Schiedsrichter: Lee Dong-jun |

| 20. Juli 2021 | Suwon Samsung Bluewings | 1:2    | Suwon FC                            | Suwon-World-Cup-Stadion, Suwon Schiedsrichter: Kim Uh-seong |
| 20. Juli 2021 | 69′ Kim Dong-uh         | Report | 81′ Lars Veldwijk 88′ Lee Yeong-jae | Suwon-World-Cup-Stadion, Suwon Schiedsrichter: Kim Uh-seong |

| 25. August 2021 | Suwon Samsung Bluewings | 0:3    | Suwon FC                                                    | Suwon-World-Cup-Stadion, Suwon Schiedsrichter: Lee Dong-jun |
| 25. August 2021 |                         | Report | 56′ Lachlan Jackson 79′ Lee Yeong-jae 90+2′ Yang Dong-hyeon | Suwon-World-Cup-Stadion, Suwon Schiedsrichter: Lee Dong-jun |

| 5. Dezember 2021 | Suwon FC                              | 2:0    | Suwon Samsung Bluewings | Suwon-Stadion, Suwon Zuschauer: 3.619 Schiedsrichter: Kim Jong-hyeok |
| 5. Dezember 2021 | 40′ Lee Yeong-jae 54′ Jeong Jae-yeong | Report |                         | Suwon-Stadion, Suwon Zuschauer: 3.619 Schiedsrichter: Kim Jong-hyeok |

| 25. Juni 2022 | Suwon FC                                               | 3:0    | Suwon Samsung Bluewings | Suwon-Stadion, Suwon Zuschauer: 6.090 Schiedsrichter: Kim Jong-hyeok |
| 25. Juni 2022 | 1′ Murilo Henrique 5′ Jang Hyeok-jin 27′ Lee Seung-woo | Report |                         | Suwon-Stadion, Suwon Zuschauer: 6.090 Schiedsrichter: Kim Jong-hyeok |

| 6. August 2022 | Suwon FC                                                            | 4:2    | Suwon Samsung Bluewings              | Suwon-Stadion, Suwon Zuschauer: 6.022 Schiedsrichter: Shin Yong-jun |
| 6. August 2022 | 13′ Kim Hyeon 48′ Jeong Jae-yeong 68′ Kim Hyeon 90+3′ Lars Veldwijk | Report | 26′ Ahn Byeong-jun 85′ Ryu Seung-woo | Suwon-Stadion, Suwon Zuschauer: 6.022 Schiedsrichter: Shin Yong-jun |

#### R-League
| 26. März 2019 | Suwon Samsung Bluewings | 1:1 | Suwon FC | Suwon-World-Cup-Ersatzstadion, Suwon |
| 26. März 2019 | [ 1 ]                   |     |          | Suwon-World-Cup-Ersatzstadion, Suwon |

| 10. September 2019 | Suwon FC | 1:6 | Suwon Samsung Bluewings | Suwon-World-Cup-Ersatzstadion, Suwon |
| 10. September 2019 | [ 2 ]    |     |                         | Suwon-World-Cup-Ersatzstadion, Suwon |

#### K League Junior
| 12. April 2014 | Suwon FC | 0:5 | Suwon Samsung Bluewings | Suwon-World-Cup-Ersatzstadion, Suwon |
| 12. April 2014 | [ 3 ]    |     |                         | Suwon-World-Cup-Ersatzstadion, Suwon |

| 6. Juni 2015 | Suwon Samsung Bluewings | 5:0 | Suwon FC | Suwon-World-Cup-Ersatzstadion, Suwon |
| 6. Juni 2015 | [ 4 ]                   |     |          | Suwon-World-Cup-Ersatzstadion, Suwon |

| 3. Oktober 2015 | Suwon FC | 1:5 | Suwon Samsung Bluewings | Suwon-World-Cup-Ersatzstadion, Suwon |
| 3. Oktober 2015 | [ 5 ]    |     |                         | Suwon-World-Cup-Ersatzstadion, Suwon |

| 7. Mai 2016 | Suwon Samsung Bluewings | 2:5 | Suwon FC | Suwon-World-Cup-Ersatzstadion, Suwon |
| 7. Mai 2016 | [ 6 ]                   |     |          | Suwon-World-Cup-Ersatzstadion, Suwon |

| 1. Oktober 2016 | Suwon FC | 1:3 | Suwon Samsung Bluewings | Suwon-Ersatzstadion, Suwon |
| 1. Oktober 2016 | [ 7 ]    |     |                         | Suwon-Ersatzstadion, Suwon |

| 6. Mai 2017 | Suwon FC | 1:3 | Suwon Samsung Bluewings | Suwon-Ersatzstadion, Suwon |
| 6. Mai 2017 | [ 8 ]    |     |                         | Suwon-Ersatzstadion, Suwon |

| 9. September 2017 | Suwon Samsung Bluewings | 5:1 | Suwon FC | Suwon-World-Cup-Ersatzstadion, Suwon |
| 9. September 2017 | [ 9 ]                   |     |          | Suwon-World-Cup-Ersatzstadion, Suwon |

| 26. Mai 2018 | Suwon Samsung Bluewings | 5:0 | Suwon FC | Suwon-World-Cup-Ersatzstadion, Suwon |
| 26. Mai 2018 | [ 10 ]                  |     |          | Suwon-World-Cup-Ersatzstadion, Suwon |

| 26. Oktober 2018 | Suwon FC | 0:7 | Suwon Samsung Bluewings | Suwon-Ersatzstadion, Suwon |
| 26. Oktober 2018 | [ 11 ]   |     |                         | Suwon-Ersatzstadion, Suwon |

| 18. Mai 2019 | Suwon FC | 2:1 | Suwon Samsung Bluewings | Yeongheung-Sportpark, Suwon |
| 18. Mai 2019 | [ 12 ]   |     |                         | Yeongheung-Sportpark, Suwon |

| 8. Juli 2020 | Suwon Samsung Bluewings | 2:1 | Suwon FC | Cheonan-Fußballcenter, Cheonan |
| 8. Juli 2020 | [ 13 ]                  |     |          | Cheonan-Fußballcenter, Cheonan |

| 20. März 2021 | Suwon Samsung Bluewings | 10:1 | Suwon FC | Suwon-World-Cup-Ersatzstadion, Suwon |
| 20. März 2021 | [ 14 ]                  |      |          | Suwon-World-Cup-Ersatzstadion, Suwon |

| 25. März 2022 | Suwon FC | 2:0 | Suwon Samsung Bluewings | Suwon-Ersatzstadion, Suwon |
| 25. März 2022 | [ 15 ]   |     |                         | Suwon-Ersatzstadion, Suwon |

### Alle Pokalbegegnungen

#### Korean FA Cup
| 26. Mai 2005 | Suwon Samsung Bluewings | 1:1 (5:3 n. E.) | Suwon FC        | Paju National Football Center, Paju |
| 26. Mai 2005 | 89′ Kim Dae-eui         |                 | 66′ Kim Han-won | Paju National Football Center, Paju |

| 21. Juli 2010 | Suwon Samsung Bluewings                                                   | 4:1 | Suwon FC      | Suwon-World-Cup-Stadion, Suwon |
| 21. Juli 2010 | 1′ Jeong Myeong-oh (ET) 33′ Lee Sang-ho 55′ Baek Ji-hoon 85′ Baek Ji-hoon |     | 52′ Oh Ki-jae | Suwon-World-Cup-Stadion, Suwon |

| 15. Juni 2011 | Suwon FC | 0:1             | Suwon Samsung Bluewings | Suwon-Stadion, Suwon |
| 15. Juni 2011 |          | 72′ Oh Jang-eun |                         | Suwon-Stadion, Suwon |

#### K-League-Junior-Meisterschaft
| 18. August 2019 | Suwon Samsung Bluewings | 2:1 | Suwon FC | Suwon-Ersatzstadion, Suwon |
| 18. August 2019 | [ 16 ]                  |     |          | Suwon-Ersatzstadion, Suwon |

| 22. August 2021 | Suwon FC | 1:2 | Suwon Samsung Bluewings | Changnyeong-Sportpark, Changnyeong Schiedsrichter: Kim Han-kyeol |
| 22. August 2021 | [ 17 ]   |     |                         | Changnyeong-Sportpark, Changnyeong Schiedsrichter: Kim Han-kyeol |

## Zusammenfassung
| Liga                          | Spiele | Suwon FC gewinnt | Unentschieden | Bluewings gewinnt | Suwon FC Tore | Bluewings Tore |
| ----------------------------- | ------ | ---------------- | ------------- | ----------------- | ------------- | -------------- |
| K League 1                    | 10     | 6                | 1             | 3                 | 22            | 12             |
| K League 2                    | 0      | 0                | 0             | 0                 | 0             | 0              |
| R-League                      | 2      | 0                | 1             | 1                 | 2             | 7              |
| K League Junior               | 13     | 3                | 0             | 10                | 15            | 53             |
| Korean FA Cup                 | 3      | 0                | 0             | 3                 | 2             | 6              |
| K-League-Junior-Meisterschaft | 2      | 0                | 0             | 2                 | 2             | 4              |
| Insgesamt                     | 30     | 9                | 2             | 19                | 43            | 82             |